# Vaccinium koreanum
Vaccinium koreanum är en ljungväxtart som beskrevs av Takenoshin Nakai. Vaccinium koreanum ingår i Blåbärssläktet, och familjen ljungväxter. Inga underarter finns listade i Catalogue of Life.

## Bildgalleri

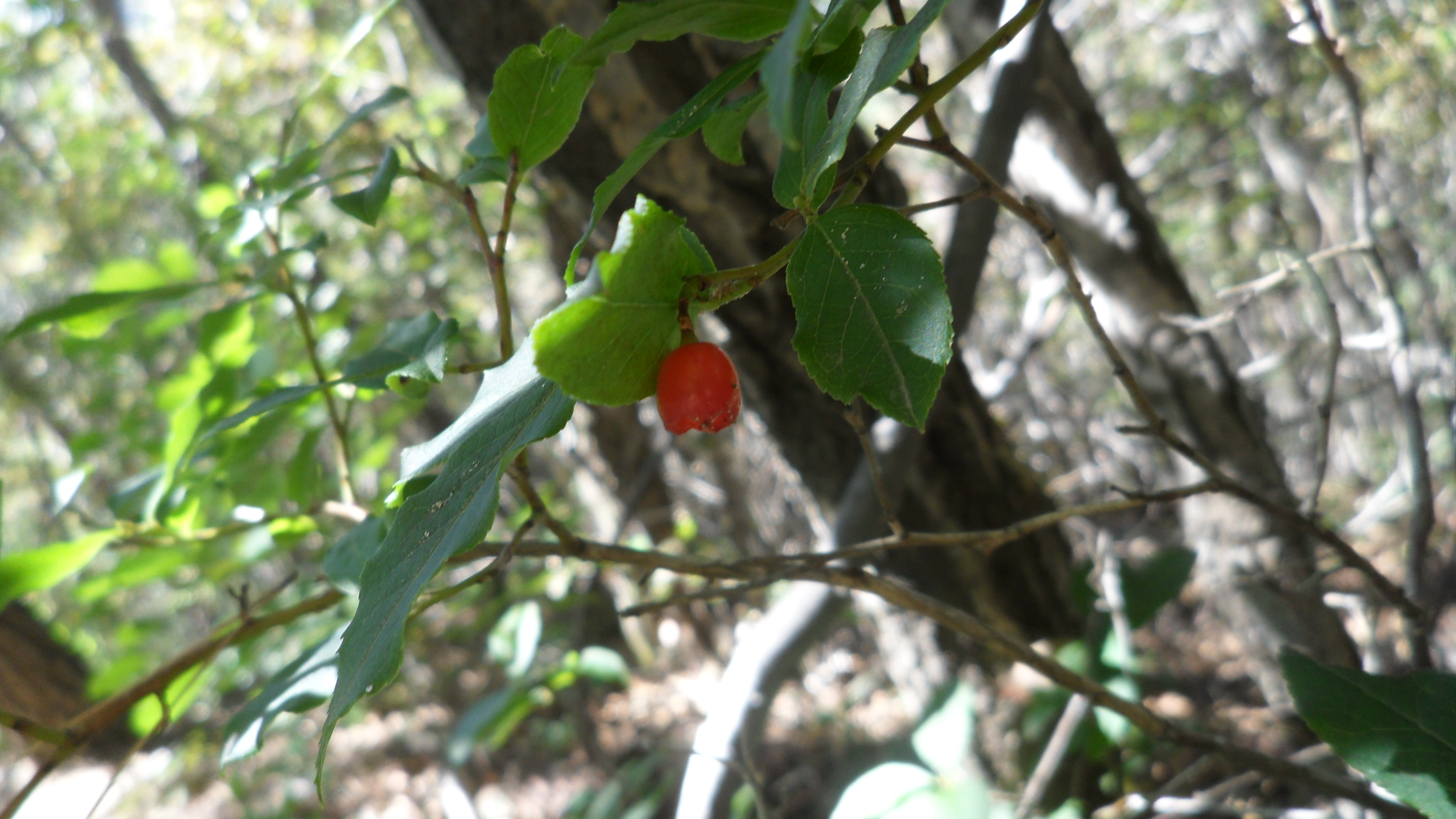
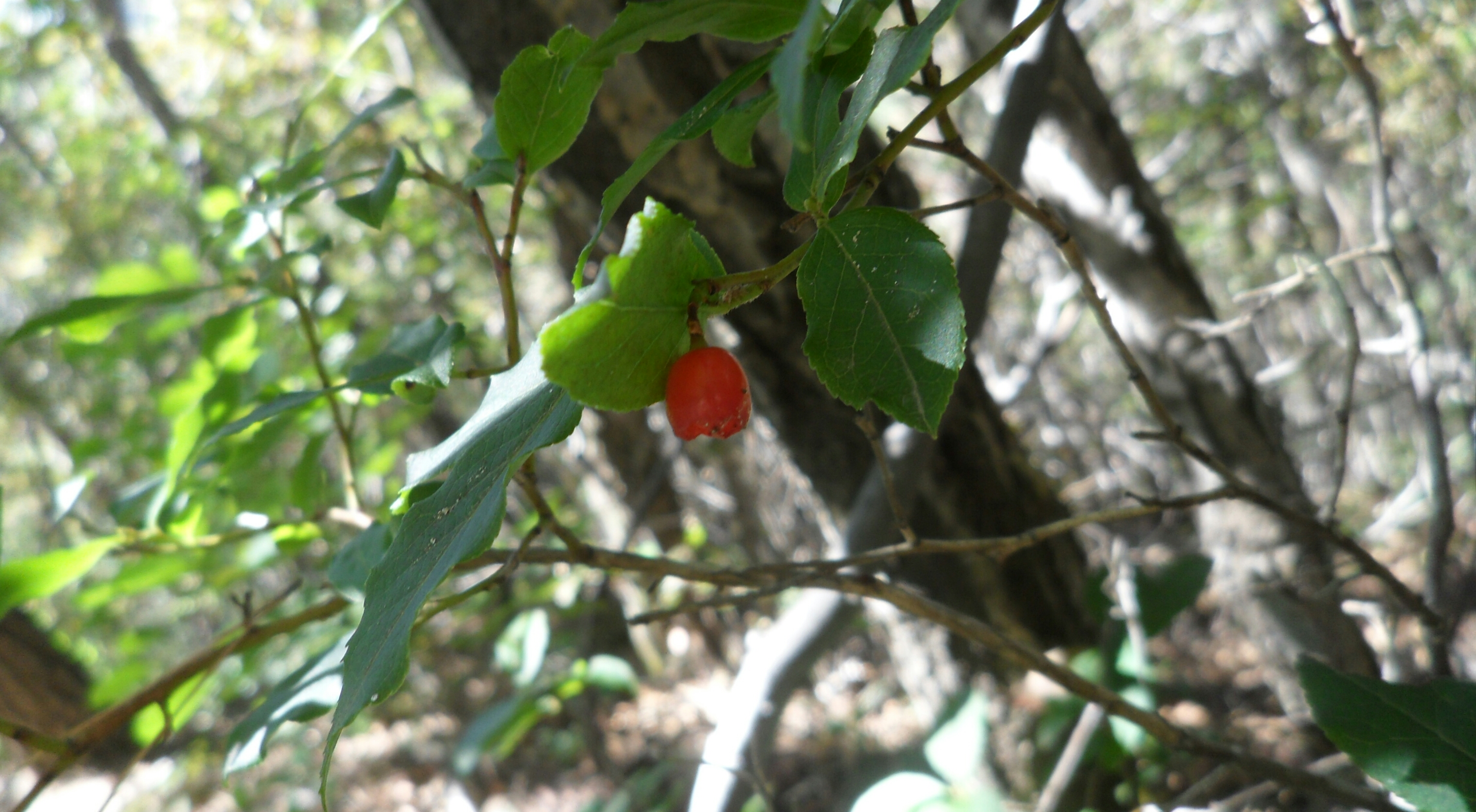